# Гиперлокальная реклама
Гиперлокальная реклама — тип адресной рекламы, охватывающей целевую аудиторию в пределах конкретного микрорайона, квартала, района города. Такой охват используется рекламодателями, чьи товары или услуги могут быть полезны потребителям в определённом месте: клиентам, которые живут, работают, либо регулярно ходят мимо точки продаж рекламодателя.
Термин «гиперлокальная реклама» относят к области интернет-рекламы, где её определяют как рекламу, позволяющую таргетировать рекламное сообщение на персональные компьютеры и мобильные устройства в зависимости от их местонахождения, но только в определённой зоне вокруг какой-либо точки на местности, при этом радиус такой зоны технически может быть сколь угодно малым. Соответствующие решения на рынке представлены в рекламных продуктах Google, в том числе в DoubleClick, планируются к внедрению социальной сетью Facebook. 9 декабря 2014 года в России появилась первая общедоступная система размещения гиперлокальной медийной онлайн-рекламы Local Hero, интегрированная с рекламными биржами (RTB-системами).
В январе 2015 года появилась информация о намерении ряда компаний, включая TapSense и InMarket, внедрить гиперлокальную рекламу в умные часы Apple Watch.
В широком смысле к гиперлокальной рекламе можно отнести и наружную рекламу, и indoor рекламу, размещаемую в непосредственной близости от рекламируемого заведения.